# Tripterospermum robustum
Tripterospermum robustum är en gentianaväxtart som beskrevs av Harry Sm. och Hul. Tripterospermum robustum ingår i släktet Tripterospermum och familjen gentianaväxter. Inga underarter finns listade i Catalogue of Life.